# Bàn Sơn, Bàn Cẩm
Bàn Sơn (盘山县) là một huyện thuộc địa cấp thị Bàn Cẩm, tỉnh Liêu Ninh, Cộng hòa Nhân dân Trung Hoa. Bàn Sơn có diện tích 2145 km², dân số 280.000 người. Mã số bưu chính của Bàn Sơn là 124000. Bàn Sơn được chia thành 9 trấn, 5 hương.
- Trấn: Thái Bình, Hồ Gia, Cao Thăng, Cổ Thành Tử, Sa Lĩnh, Bá Tường Tử, Dương Khuyên Tử, Đông Quách, Thạch Tân.
- Hương: Lục Gia, Điềm Thủy, Đại Hoang, Trần Gia, Ngô Gia.